# Wladimir Alexandrowitsch Nemilow
Wladimir Alexandrowitsch Nemilow (russisch Владимир Александрович Немилов; * 29. Junijul. / 11. Juli 1891greg. in St. Petersburg; † 8. Februar 1950 in Moskau) war ein russischer Chemiker, Metallurg und Hochschullehrer.

## Leben
Nemilow stammte aus einer altgläubigen Familie. Sein Vater war der 1. Gilde-Kaufmann Alexander Klimowitsch Nemilow. Er besuchte die deutsche Petrischule, die er 1908 mit Auszeichnung in der Realabteilung abschloss. Darauf studierte er Chemie am St. Petersburger Polytechnischen Institut. 1913 nahm er mit anderen Studenten an einem Praktikum im Rajon Sormowo bei Nischni Nowgorod teil. 1917 schloss er das Studium ab bei Nikolai Kurnakow als Ingenieur-Metallurg.
1920 begann er im SewKabel-Werk als Ingenieur zu arbeiten. 1926 wechselte er in das Platin-Institut der Kommission für das Studium der natürlichen Produktivkräfte Russlands (KEPS), das 1930 das Institut für Platin und Edelmetalle der Akademie der Wissenschaften der UdSSR (AN-SSR) wurde. Dort wurde er zum Doktor der Chemischen Wissenschaften promoviert. 1934 organisierte er und leitete dann das Laboratorium für Edelmetalllegierungen im neuen Kurnakow-Institut für Allgemeine und Anorganische Chemie der AN-SSR in Moskau. 1936 wurde er Professor an der Universität Moskau.
Nemilow untersuchte binäre und ternäre Legierungen hauptsächlich des Platins und Palladiums. Er fand neue Edelmetallverbindungen und klärte die Abhängigkeit der physikalischen Eigenschaften von den Zusammensetzungen der untersuchten ternären Legierungen auf. Auch untersuchte er intermetallische Verbindungen. Er beschrieb seine Arbeit in mehr als 65 Fachartikeln. 1947 erschien sein Lehrbuch der allgemeinen Metallografie. 1948 erhielt er den Stalinpreis für die Entwicklung eines neuen Verfahrens zur Ammoniaksynthese.
Nemilows Sohn ist der Physikochemiker Sergei Wladimirowitsch Nemilow.